# Semnopithecus priam
El langur gris moñudo (Semnopithecus priam) es una especie de primate catarrino de la familia Cercopithecidae. Esta especie, como los otros langures grises, es un folívoro que habita al sudeste de la India y Sri Lanka.